# 23rd Wing

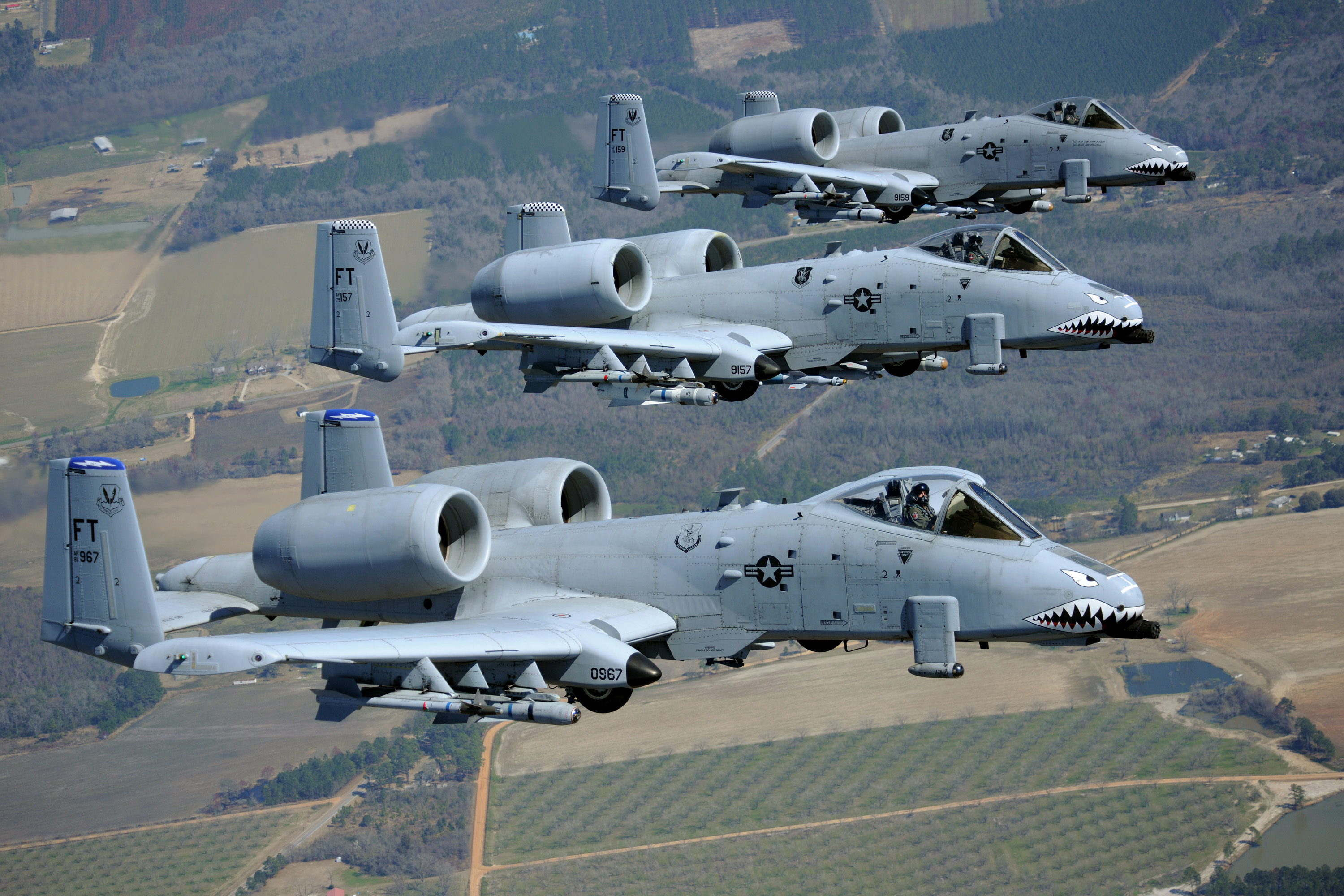
A-10C dello stormo

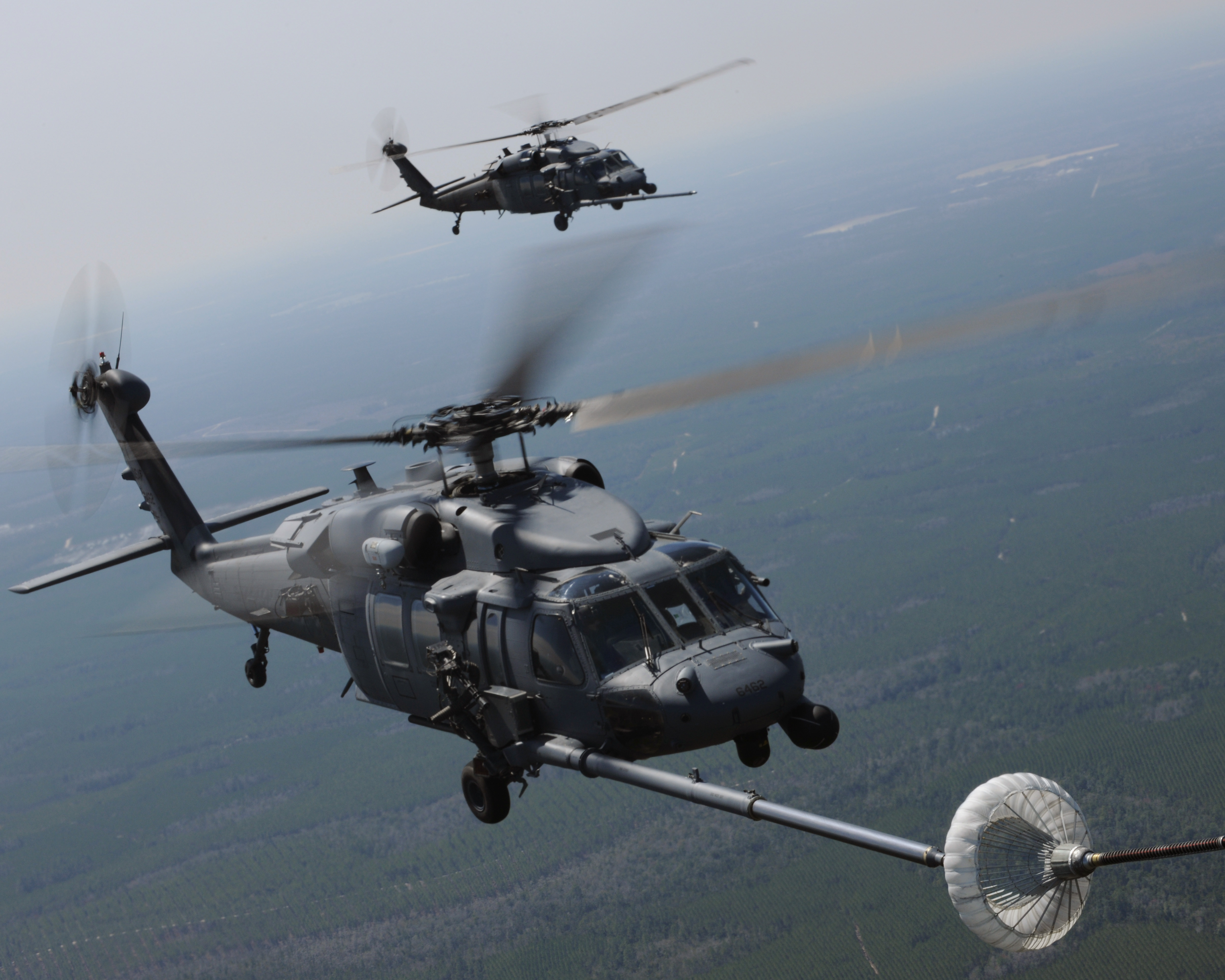
HH-60G del 41st RQS

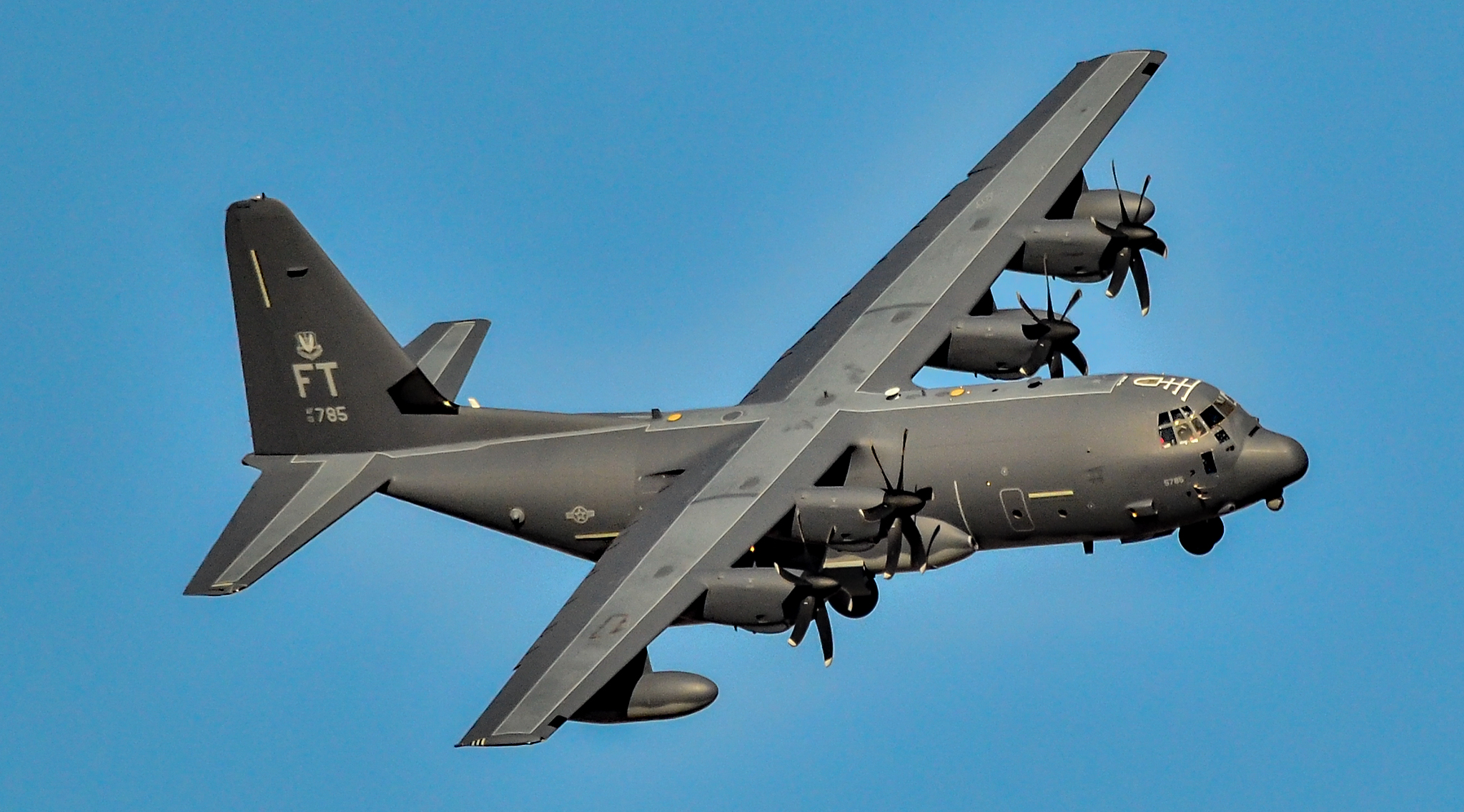
HC-130J dello stormo

Il 23rd Wing è uno stormo composito dell'Air Combat Command, inquadrato nella Ninth Air Force. Il suo quartier generale è situato presso la Moody Air Force Base, in Georgia.

## Organizzazione
Attualmente, al maggio 2017, lo stormo controlla:
- 23rd Operations  Group
All'unità è associato il 476th Fighter Group, 442nd Fighter Wing, Air Force Reserve Command
  - 23rd Operations Support Squadron
  -  74th Fighter Squadron, striscia di coda blu con fulmine bianco - Equipaggiato con A-10C
  -  75th Fighter Squadron, striscia di coda a scacchi bianchi e neri - Equipaggiato con A-10C
  - 598th Range Squadron, Avon Park Air Force Range, Florida
- 347th Rescue Group
  - 347th Operations Support Squadron
  -  71st Rescue Squadron - Equipaggiato con 9 HC-130J
  -  41st Rescue Squadron - Equipaggiato con HH-60G
  -  38th Rescue Squadron - Aerosoccorritori Guardian Angels
- 563rd Rescue Group, situato presso la Davis-Monthan Air Force Base, Arizona
  - 563rd Operations Support Squadron
  -  79th Rescue Squadron - Equipaggiato con 6 HC-130J
  -  55th Rescue Squadron - Equipaggiato con 7 HH-60G
  -  66th Rescue Squadron, distaccato presso la Nellis Air Force Base, Nevada - Equipaggiato con 8 HH-60G
  -  48th Rescue Squadron - Aerosoccorritori Guardian Angels
  -  58th Rescue Squadron, distaccato presso la Nellis Air Force Base, Nevada - Aerosoccorritori Guardian Angels
- 23rd Maintenance Group
  - 23rd Aircraft Maintenance Squadron
  - 923rd Aircraft Maintenance Squadron, distaccato presso la Davis-Monthan Air Force Base, Arizona
  - 723rd Aircraft Maintenance Squadron
  - 23rd Component Maintenance Squadron
  - 23rd Equipment Maintenance Squadron
  - 23rd Maintenance Operations Squadron
- 23rd Mission Support Group
  - 23rd Civil Engineer Squadron
  - 23rd Communications Squadron
  - 23rd Contracting Squadron
  - 23rd Force Support Squadron
  - 23rd Logistics Readiness Squadron
  - 23rd Security Forces Squadron
- 23rd Medical Group
  - 23rd Aeromedical Dental Squadron
  - 23rd Medical Operations Squadron
  - 23rd Medical Support Squadron
- 23rd Comptroller Squadron